# Красные Ворота (станция метро)
«Кра́сные Воро́та» (с 29 мая 1962 по 25 августа 1986 года — «Ле́рмонтовская») — станция Московского метрополитена на Сокольнической линии. Расположена между станциями «Комсомольская» и «Чистые пруды». Находится на границе Басманного и Красносельского районов Центрального административного округа Москвы. Открыта 15 мая 1935 года в составе первого пускового участка «Сокольники» — «Парк культуры» с ответвлением «Охотный Ряд» — «Смоленская».

## История

### Проектирование и строительство

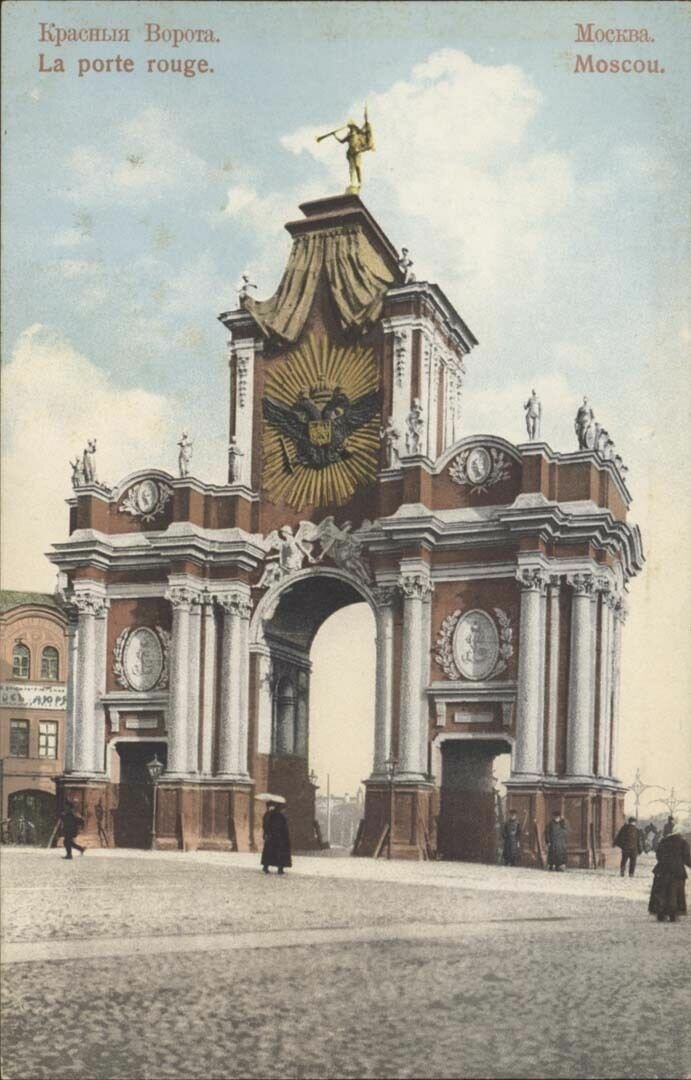
Красные ворота перед революцией 1917 года

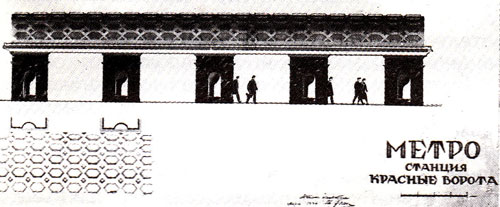
Проект станции. Продольный разрез центрального зала

Планы строительства метро в Москве существовали ещё в 1920-х годах. В 1929 году трестом МГЖД был составлен проект станции метро под площадью Красные Ворота, однако он так и остался нереализованным. В 1931 году было принято решение о строительстве Московского метрополитена. Уже на самых первых проектах, составленных в том же году, предусматривалось сооружение станции «Красные Ворота».
Строительные работы начались весной 1932 года, когда была заложена шахта № 21. Руководил строительством И. Д. Гоциридзе. Сооружение шахтных стволов велось способом опускного колодца. При рытье шахты были пройдены: культурный слой, 14-метровый слой плывуна, пласт чёрной юрской глины и 15 метров водоносных трещиноватых известняков. Весной 1933 года рядом была заложена шахта № 21-бис, благодаря чему темпы сооружения станции существенно увеличились. Шахта 21-бис была пройдена за 4 месяца. Для постройки наклонного хода эскалатора использовался метод искусственной заморозки.
Станция была изначально спроектирована трёхсводчатой. Но в ходе её строительства ряд инженеров высказывали сомнения в прочности такой конструкции на столь значительной глубине. Американский инженер Джордж Морган, консультировавший советских метростроевцев, говорил: «В мировой практике не было примера, чтобы под таким чудовищным давлением строить трехсводчатую станцию. Я предлагаю не раскрывать третьего свода „Красноворотской“ станции — у нас нет никакой гарантии, что давление породы просто-напросто не раздавит его и не погубит всего сооружения». Тем не менее начальнику строительства И. Д. Гоциридзе и секретарю партийной организации Л. Цейтлину удалось убедить Л. М. Кагановича в достаточной прочности конструкции станции, и было решено не отказываться от сооружения третьего свода. 3 сентября 1934 года начались работы по раскрытию третьего свода. Впоследствии такая конструктивная схема послужила образцом для многих других станций Московского метрополитена. Тем не менее американский инженер регулярно следил за ходом возведения станции и оказывал психологическое давление на строителей. «Инженер Морган приезжал к нам каждый день, отмечал у себя каждую деталь, каждую трещинку, сколы бетона — и все эти сведения докладывал в Московском комитете. Почти ежедневно подавал он докладные записки <…> Кагановичу и Хрущёву. Мне приходилось кропотливо доказывать, что <…> в практике работы это обычные явления и ничего угрожающего в них нет», — вспоминал Гоциридзе.
Во время строительства возникали и другие проблемы. Станция была под угрозой затопления, когда в одну из вспомогательных выработок стала быстро поступать вода. Как оказалось, строящийся тоннель отрезал дно одной из разведочных скважин. Проблему удалось вовремя устранить, затампонировав скважину и откачав воду. Ещё один «казус» состоял в том, что в последний момент выяснилось: на станции не было вентиляционых решёток. Срочный заказ на изготовление решёток был отправлен на кроватную фабрику (из металлических трубок делали спинки кроватей); в течение дня решётки, сделанные из металлических трубок, были установлены на станции.
Хрущёв в своих воспоминаниях приводит слова А. В. Щусева о проекте станции: «Что можно сказать об этом проекте? Он сделан большим мастером, но производит впечатление говядины» (Щусев указывал на цвет мрамора, использованного на отделку стен).
Станция открыта 15 мая 1935 года в составе первого пускового участка Московского метрополитена из 13 станций: «Сокольники» — «Парк культуры» с ответвлением до станции «Смоленская»..

### Происхождение названия
Название связано с утраченным одноимённым памятником архитектуры XVIII века, а также с одноимённой площадью, под которой расположена станция. Здесь в 1709 году была воздвигнута Триумфальная арка-ворота для встречи русских войск, возвращавшихся после Полтавской битвы. Ворота получили у москвичей неофициальное название «красные», то есть красивые. Вскоре это название стало официальным как для ворот, так и для площади. Первоначально ворота были деревянными, но в 1753—1757 годах их заменили каменными (архитектор Д. В. Ухтомский). В XIX веке ворота были выкрашены в красный цвет (ранее они были белыми). В 1927 году ворота были снесены, и символический образ остался запечатлён лишь в интерьере одноимённой станции метро. С 1941 по 1992 год площадь называлась Лермонтовская — в честь поэта М. Ю. Лермонтова, родившегося в доме, который находился на месте нынешнего высотного здания у площади; на площади установлен и его памятник. Проектные названия станции — «Красноворотская площадь» и «Красноворотская».

### После открытия
Проект станции был удостоен Гран-при на Всемирной выставке 1937 года в Париже.
Во время Великой Отечественной войны на станции был оборудован командный пункт руководства и оперативно-диспетчерского аппарата народного комиссариата путей сообщения. В связи с этим поезда на этой станции не останавливались, перрон отгородили от путей высокой фанерной стеной.
В 1949—1953 годах на площади Красные Ворота по проекту архитекторов А. Н. Душкина и Б. С. Мезенцева был построен высотный дом со встроенным северным выходом. Для сооружения наклонного хода эскалатора снова потребовалось проводить заморозку грунта. Поскольку при оттаивании грунт неизбежно просел бы, проектировщики возводили высотку с заранее рассчитанным наклоном влево. После завершения строительства здание приняло вертикальное положение.
На станции в 1952 году начал работу первый в московском метро турникет, а 28 июля 1959 года впервые опробован турникет, основанный на принципе свободного прохода. В 1950-х годах были установлены гермозатворы, в результате чего были убраны две пары проходов между центральным и боковыми залами. В 1994 году в южном вестибюле проведена замена эскалаторов.

## Архитектура и оформление

### Станция
Станция «Красные Ворота» построена по проекту архитектора И. А. Фомина (при соавторстве Н. Н. Андриканиса); конструктор — А. Ф. Денищенко. Имеет статус объекта культурного наследия народов России регионального значения. Конструкция станции — пилонная трёхсводчатая глубокого заложения (глубина заложения — 32,8 м). Сооружена по индивидуальному проекту горным способом с обделкой из монолитного бетона.
Иван Фомин построил станцию в классическом стиле. Свод центрального зала станции поддерживают мощные пилоны с относительно неширокими проходами к боковым залам. Цвета облицовочных материалов соответствуют названию станции. Основные поверхности пилонов облицованы мраморизованным известняком «старая шроша» красно-бурого и мясисто-красного цветов в приглушённых разводах. Чтобы зрительно облегчить массивные пилоны, они были поделены на три части с центральной нишей и двумя выступами по бокам. В центре каждого такого выступа были выделены соразмерные человеку декоративные ниши, завершённые полусферами. Эти ниши отделаны светлым, сероватым, крупнозернистым уральским мрамором «коелга». Средние части пилонов отделаны жёлтым мраморовидным известняком «биюк-янкой». Базы пилонов покрыты чёрным с ультрамариновыми вкраплениями украинским лабрадоритом. Тяжесть свода зрительно принимает на себя ступенчатый карниз. Свод декорирован шестиугольными и квадратными кессонами. В декоре станции повторяется мотив ворот — декоративные ниши в пилонах, сводчатые проходы между пилонами, проходы к эскалаторам, свод центрального зала. Центральный зал освещают свисающие с потолка два ряда шарообразных светильников. Путевые стены облицованы керамической плиткой. Пол центрального зала выложен в шахматном порядке из плит красного и серого гранита (ранее покрытие было выложено керамической плиткой — квадратной метлахской плиткой красного цвета и шестиугольной кремовой).
Искусствовед Игорь Грабарь писал о станции:
Уже в проекте замысел автора поражал своей внушительной простотой, найденной лаконичностью архитектурного языка, классического по внутреннему смыслу, по логической оправданности, но осовремененного, приближенного к нашим дням. Фомин совершенно обошёлся без колонн, загружающих большинство подземных станций, и мощными низкими гранитными пилонами охарактеризовал подземность пространства. С большим вкусом он придал им нарядность при помощи остроумно и уместно применённых тяг и ниш. Дань классицизму, принесённая в кессонах свода, здесь очень уместна, как противовес грузному низу. Фоминская станция, бесспорно, самая удачная из всех подземных станций первой очереди.
Архитектурную концепцию станции Фомин позднее развил при проектировании метро «Театральная».

### Вестибюли
Станция соединена эскалаторами с двумя наземными вестибюлями, расположенными по разные стороны Садового кольца.

#### Южный вестибюль
Вместе со станцией был открыт южный вестибюль, расположенный на внутренней стороне Садового кольца. Архитектор Н. А. Ладовский построил его в форме сложного портала из четырёх концентрических полуокружностей, символизирующего тоннель метро в перспективе и напоминающего раковину. Арочный входной портал переходит в прямоугольный остеклённый объём. Потолок вестибюля декорирован кессонами, покрытыми внутри красной краской. Из вестибюля в кассовый зал ведёт небольшая трёхмаршевая лестница. Оттуда коридор ведёт к трёхленточному эскалатору типа ЭТ-3М. Он имеет высоту 28,4 м и был установлен в 1994 году взамен старого.

#### Северный вестибюль
Северный вестибюль (архитектор — А. Н. Душкин) был открыт 31 июля 1954 года при строительстве 138-метрового высотного здания на Лермонтовской площади, вестибюль находится внутри здания. До реконструкции 2016—2017 годов из вестибюля с кассовым залом в круглый промежуточный зал с высоким шатровым сводом, украшенным лепниной, вёл трёхленточный эскалатор ЭМ-1М высотой 11,5 м. Стены зала отделаны красным мрамором, на них установлены двухрожковые светильники-бра, аналогичные применённым на станциях «Киевская» и «ВДНХ». Из круглого зала вниз к станции вёл эскалатор типа ЭМ-4 высотой 18,9 м.
Со 2 января 2016 года по 1 июня 2017 года северный вестибюль станции был закрыт на реконструкцию. В ходе её все эскалаторы были заменены на современные, также были заменены инженерные сети, кабельные, сантехнические и вентиляционные коммуникации, обновлены системы видеонаблюдения, пожарной и охранной сигнализации. Кассовый зал был отремонтирован, установлены современные турникеты.

## Наземный общественный транспорт
На этой станции можно пересесть на следующие маршруты городского пассажирского транспорта:
- Автобусы: 624, с633, Б, н15

## Станция в цифрах
- Код станции — 007.
- Согласно статистическому исследованию 1999 года, суточный пассажиропоток станции составил 61 760 человек[30].
- В марте 2002 года пассажиропоток составлял: по входу — 51 900 человек, по выходу — 51 700 человек[31].

Таблица времени прохождения первого поезда через станцию:
| По чётным числам                  | Будние дни | Выходные дни |
| По нечётным числам                | Будние дни | Выходные дни |
| В сторону станции «Комсомольская» | 06:04:00   | 06:03:00     |
| В сторону станции «Комсомольская» | 06:03:00   | 06:03:00     |
| В сторону станции «Чистые пруды»  | 05:35:00   | 05:35:00     |
| В сторону станции «Чистые пруды»  | 05:35:00   | 05:35:00     |

## В компьютерных играх
Станция «Красные Ворота» воссоздана в дополнении «Metrostroi Subway Simulator» к игре «Garry's Mod» в Steam на карте Crossline Redux с вымышленной линией под вымышленным названием «Проспект Суворова», «игроками-энтузиастами» смоделирована и подключена к системе СЦБ с несуществующим на ней в реальности основным средством сигнализации (безопасности движения) в виде автоблокировки со светофорами и защитными участками, дополненной АЛС-АРС и функционирует в виде аддонов в Steam Workshop (на Сокольнической линии в качестве основного средства сигнализации используется система АЛС-АРС без автостопов и защитных участков). Дополнение отличается от других компьютерных симуляторов поезда высокой реалистичностью и широкой кастомизацией каких-либо действий.

## Галерея
| - Центральный зал станции. 13 марта 2023 - Посадочная платформа. 13 марта 2023 - Путевая стена. 13 марта 2023 - Название станции. 25 сентября 2010 - Северный вестибюль. 5 мая 2015 - Южный вестибюль. 3 сентября 2017 |